# Ministry of Transport (Malaysia)
Das Ministry of Transport (MOT) oder Kementerian Pengangkutan ist das Verkehrsministerium des Staates Malaysia mit Dienstsitz in Putrajaya.
Das Aufgabengebiet des Ministeriums umfasst alle Aspekte des Verkehrs in den Bereichen ziviler Luftfahrt, Landtransport und Seefahrt. Das Ministerium ist Betreiber staatseigener Unternehmen wie der Eisenbahngesellschaft Keretapi Tanah Melayu (KTM), der Kfz-Prüforganisation Puspakom und verschiedener Hafengesellschaften. In der Flughafengesellschaft Malaysia Airports Holdings Berhad (MAHB) sowie in der staatlichen Luftfahrtgesellschaft Malaysia Airlines fungiert das Ministerium als Mitbetreiber.

## Geschichte
1956 wurde das „Ministry of Transport“ gegründet. Mehrere Namensänderungen folgten. 1978 wurde der ursprüngliche Name wieder eingeführt, der bis zum heutigen Tag besteht.

## Aufgaben

### Sektor Luftfahrt(Aviation)
Das Ministerium ist fachlich in die drei Bereiche Luftfahrt, Landtransport und Seefahrt gegliedert. Im Bereich der Luftfahrt ist das Ministerium für den Bereich der zivilen Luftfahrt zuständig. Neben der Überwachung des Flugbetriebes und der Vergabe von Lizenzen gehört auch der Betrieb und die Entwicklung der zivilen Flughäfen zu seinen Aufgaben. Das Ministerium nimmt dabei alle Aufgaben aus folgenden gesetzlichen Vorlagen wahr:
- Civil Aviation Act 1969 [Act 3]
- Carriage By Air Act1974 [Act 148]
- Aviation Offences Act1984 [Act 307]
- Act Airport and Aviation Services (Operating Company) 1991 [Act 467]
- International Interest Act in Mobile Equipment (Aircraft) 2006 [Act 659]
- Civil Aviation Regulations 1996

### Sektor Landtransport(Land)
Der Bereich Landtransport umfasst sowohl die Aspekte des Güter- und Personentransports im Schienen- und Straßenverkehr. Das Ministerium nimmt dabei alle Aufgaben aus folgenden gesetzlichen Vorlagen wahr:
- Road Transport Act 1987
- Railways Act 1991

### Sektor Seefahrt(Maritime)
Der Bereich Seefahrt umfasst die Aspekte maritimer Aktivitäten aus den Bereichen Häfen, Seesicherheit, Seehandel und Vergabe von Schifffahrtspatenten. Das Ministerium nimmt dabei alle Aufgaben aus folgenden gesetzlichen Vorlagen wahr:
- Cargo Transport by Sea Act1950 [Act 527]
- Merchant Shipping Ordinance 1952 [Ord. 70/1952]
- Federal Fire Dues Act 1953 [Act 243]
- Penang Port Commission Act 1955 [Act 140]
- Port Authorities Act 1963 [Act 488]
- Bintulu Port Authority Act 1981 [Act 243]
- Privatization Port Act 1990 [Act 422]
- Langkawi International Yacht Registry Act 2003 [Act 630]
- Government Gazette
- Gazette On The Exemption Of Foreign Cruise Vessels From The Domestic Shipping License Requirement

## Zugehörige Ämter und Institutionen
Zum Ministerium gehören unter anderem folgende Ämter und Institutionen:

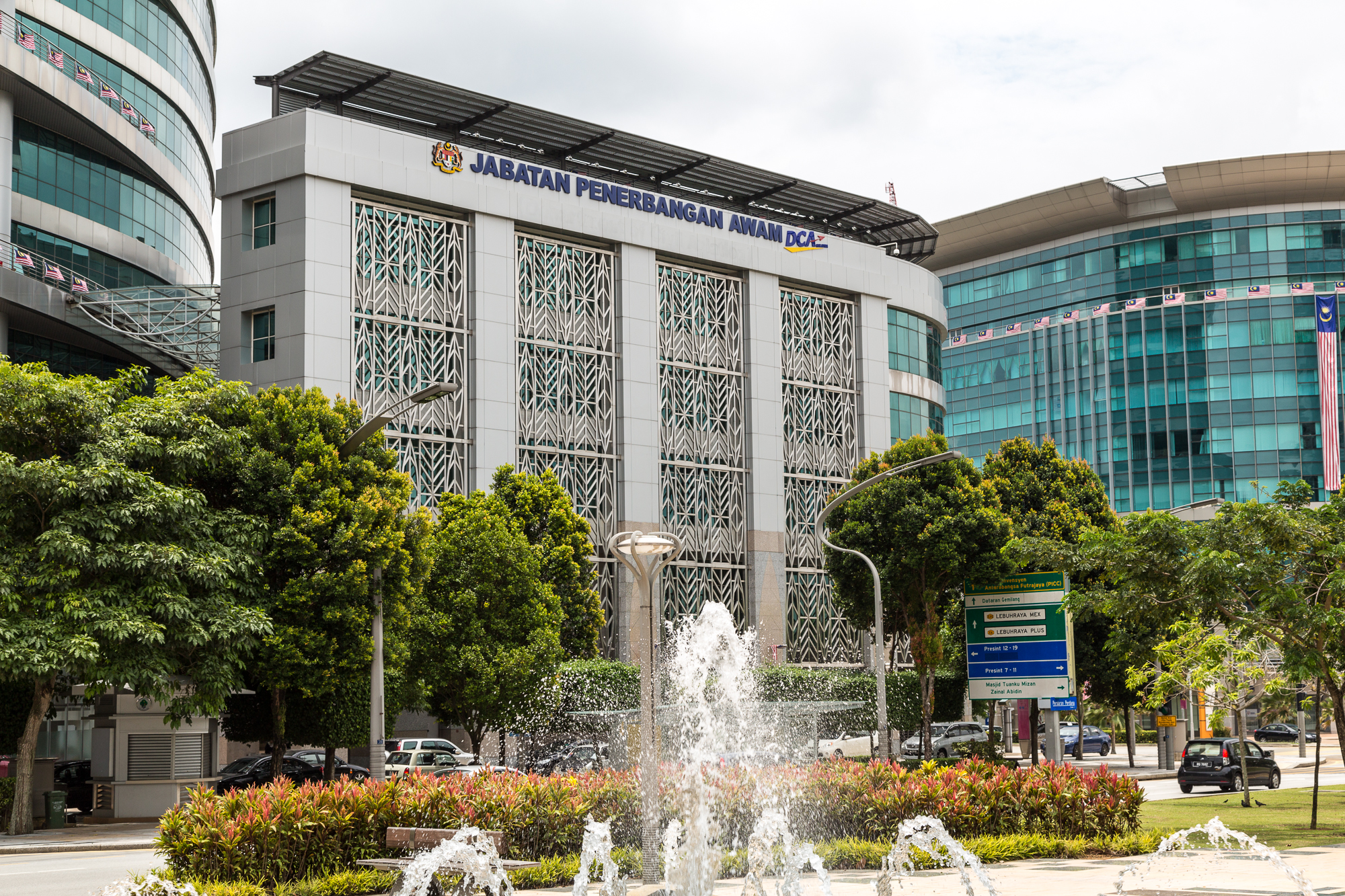
Gebäude der Zivilen Luftfahrtbehörde in Putrajaya

Dem Bereich Luftfahrt ist nur eine einzige Behörde, das Department of Civil Aviation (DCA) unterstellt. Diese Behörde übt eine dem deutschen Luftfahrt-Bundesamt entsprechende Funktion aus und befasst sich hauptsächlich mit Aspekten der Flugsicherheit und der Überwachung und Schaffung von Standards in der zivilen Luftfahrt.
Im Bereich Landtransport sind folgende Ämter und Institutionen angesiedelt:
- Road Safety Department (JKJR)

Die Strassensicherheitsbehörde JKJR wurde am 15. September 2004 mit dem Ziel gegründet, die Sicherheit des Strassenverkehrs zu fördern und zu verbessern. Zu ihren Hauptzielen gehört die Anhebung des Sicherheitslevels auf das Niveau fortschrittlicher Industriestaaten. Die Behörde agiert dabei sowohl auf Bundesebene wie auf Ebene der Bundesstaaten.
- Road Transport Department (RTD)

Die bereits seit 1. April 1946 bestehende Straßenverkehrsbehörde RTD ist landesweit für die Zulassung von Fahrzeugen und die Erteilung von Fahrerlaubnissen zuständig. Sie ist gleichzeitig Vollzugsbehörde für den Road Transport Act 1987 im Hinblick auf das Fahrverhalten und auf die Fahrzeugsicherheit.
- Railway Assets Corporation (RAC)

Die Eisenbahnvermögensgesellschaft RAC ist eine Gesellschaft des Öffentlichen Rechts. Sie wurde auf Basis des Railways Act 1991 am 30. Juli 1992 eingetragen und ist seit dem 1. Oktober 1992 tätig. Gleichzeitig wurde die staatliche Eisenbahn privatisiert und als Keretapi Tanah Melayu Berhad (KTMB) unter staatlicher Leitung weiterbetrieben. Das Betriebsvermögen wurde der RAC übertragen.
- Department of Railway (DOR)

Das Eisenbahnamt DOR wurde zeitgleich mit der Privatisierung der KTM gegründet und ist für die Schaffung und Förderung eines sicheren, effizienten und preiswerten Schienentransportsystems in Malaysia zuständig.
- Road Safety Research Institute of Malaysia (MIROS)

Das Institut für Straßenverkehrssicherheit MIROS wurde am 3. Januar 2007 gegründet. Seine Hauptaufgabe liegt in der Schaffung und Bereitstellung von Informationen und Programmen zur Verkehrserziehung, die über die Printmedien an die Bevölkerung herangetragen werden. Darüber hinaus führt MIROS Studien zur Verkehrssicherheit durch und evaluiert bestehende Sicherheitsphilosophien.
Im Bereich Seefahrt sind folgende Ämter und Institutionen angesiedelt:
- Marine Department of Malaysia

Das Marineamt ist die Aufsichtsbehörde für alle Angelegenheiten, die das Frachtgeschäft, die Häfen und andere maritime Tätigkeiten betreffen.
- Penang Port Commission (SPPP) -

Die Hafenkommission von Penang SPPP ist für die Verwaltung, den Betrieb und die Entwicklung des Hafens von Penang zuständig.
- Port Authority of Johor (LPJ)

Die Hafenbehörde von Johor LPJ ist die Aufsichtsbehörde für die Häfen Pasir Gudang und Tanjung Pelepas.
- Port Klang Authority (PKA) / Malacca Port Authority

Die Hafenbehörden von Port Klang und Malacca Port sind Gesellschaften des Öffentlichen Rechts, die am 1. Juli 1963 gegründet wurden und die Verwaltung der Häfen von der damaligen Malayan Railway übernahmen.
- Port Kuantan / Kemaman Authority

Die Hafenbehörden von Port Kuantan / Kemaman wurden am 1. September 1976 auf Basis des Port Authorities Act 1963 gegründet. Sie sind eine Gesellschaft des Öffentlichen Rechts und dem Verkehrsministerium unterstellt.
- Bintulu Port Authority (LPB)

Die Hafenbehörde von Bintulu Port ist die Aufsichtsbehörde des Öl- und Gashafens Bintulu sowie der zugehörigen Container- und Stückguthäfen.
- Maritime Institute of Malaysia

Das Institut ist verantwortlich für die Durchführung von wissenschaftlichen Untersuchungen im maritimen Bereich.

## Minister
Derzeitiger Minister ist seit dem 16. Mai 2013 Hishamuddin Bin Tun Hussein, der jedoch nur interimsweise in das Amt berufen wurde.
Ehemalige Amtsinhaber:
| Amtsinhaber           | Amtszeit                |
| --------------------- | ----------------------- |
| Abdul Rahman Hj Talib | 31.08.1957 – 07.10.1959 |
| Sardon Hj Jubir       | 18.11.1959 – 04.12.1968 |
| V. Manikavasagam      | 04.06.1969 – 20.09.1970 |
| Ghani Gilong          | 23.09.1970 – 09.02.1971 |
| Sardon Hj Jubir       | 05.01.1972 – 09.04.1974 |
| V. Manikavasagam      | 05.09.1974 – 15.09.1979 |
| Lee San Choon         | 01.11.1979 – 31.03.1983 |
| Chong Hon Nyan        | 02.06.1983 – 06.01.1986 |
| Dr. Ling Liong Sik    | 07.01.1986 – 25.05.2003 |
| Chan Kong Choy        | 01.07.2003 – 09.03.2008 |
| Ong Tee Keat          | 18.03.2008 – 03.06.2010 |
| Kong Cho Ha           | 04.06.2010 – 05.05.2013 |